# Bossam: Steal the Fate
Bossam: Steal the Fate (en hangul, 보쌈–운명을 훔치다; romanización revisada del coreano: Bossam–Unmyeong-eul Humchida) es una serie de televisión de Corea del Sur dirigida por Kwon Seok-jang y protagonizada por Jung Il-woo, Kwon Yu-ri, Shin Hyun-soo y Kim Tae-woo. Ambientada durante la dinastía Joseon bajo el rey Gwanghaegun, describe el cambio de destino de un jefe Ba-woo, cuando secuestra por error a la hija viuda del Rey. Esta serie, especial del décimo aniversario de MBN, se emitió desde el 1 de mayo hasta el 4 de julio de 2021 todos los sábados y domingos a las 21:40 (hora local coreana). Está disponible en la plataforma de contenidos audiovisuales Wavve.
Bossam: Steal the Fate registró una audiencia promedio en todo el país del 9,8 % en su último episodio, convirtiéndose así en la serie de mayor audiencia en la historia de la cadena, un récord que anteriormente ostentaba Graceful Family.

## Sinopsis
La palabra bossam designa una costumbre existente en el período de Joseon, según la cual un hombre soltero envolvía a una viuda en una manta por la noche y la convertía en su esposa.
Esta costumbre cambia el destino de Ba-woo (Jung Il-woo), cuando secuestra por error a Yi Su-kyeong (Kwon Yu-ri), la hija viuda del Rey.

## Reparto

### Principal
- Jung Il-woo como Ba-woo/Kim Dae-seok, nieto de Kim Je-nam y sobrino de la reina viuda Soseong.[7][7]
- Kwon Yu-ri como Yi Su-kyeong, princesa Hwain, la hija de Gwanghaegun y la consorte real So-ui del clan Papyeong Yun.[7][8]
- Shin Hyun-soo como Yi Dae-yeob, el hijo menor de Yi I-cheom y cuñado de la princesa Hwain.[9]

### Secundario

#### Palacio real
- Kim Tae-woo como Gwanghaegun; el rey y el padre de la princesa Hwain.
- So Hee-jung como la consorte real So-ui del clan Papyeong Yun; madre de la princesa Hwain.[10]
- Yang Hyun-min como Kim Ja-jeom
- Shin Dong-mi como la dama de la corte Jo, dama de honor de la princesa Hwain.
- Song Seon-mi como la dama de la corte Kim Gae-shi[11]
- Seo Beom-sik como Jung-yeong, comandante de la Guardia Real.

#### Familia de Yi Dae-yeob
- Lee Jae-yong como el Consejero de Estado del lado Izquierdo Yi I-cheom, padre de Dae-yeop y suegro de la princesa Hwain.
- Myung Se-bin como Haeindang del clan Gwangju Yi, la hermana de Yi I-cheom y tía de Dae-yeob.
- Park Myung-shin como Lady Kim, madre de Dae-yeop y suegra de la princesa Hwain.
- Chu Yeon-gyu como Yi Won-yeob, el hermano mayor de Dae-yeop.

#### Personas cercanas a Bawoo
- Lee Joon-hyuk como Chun-bae.
- Ko Dong-ha como Cha-dol, el hijo de Bawoo.
- Jung Kyung-soon como Jeong, la madre de Bawoo.
- Kim Joo-young como Kim Yeon-ok, la hermana menor de Ba-woo.[12]

### Otros
- Yoon Joo-man como Dae-chul, guardia personal de Yi I-cheom.
- Yoo Soon-woong como el monje.
- Hong Jae-min como Hyeon-su.
- Yoon Young-min como la reina Inmok.
- Lee Min-jae como el príncipe Neungyang.[13]

### Apariciones especiales
- Ra Mi-ran como una viuda bossam.[14]
- Kim Sa-kwon como novio de la viuda bossam.
- Jang Young-hyeon como erudito de Sungkyunkwan.

## Producción

### Audiciones
El 29 de junio de 2020 se confirmó que Jung Il-woo interpretaría el papel principal. El 26 de agosto de 2020 Kwon Yu-ri se unió al elenco como la protagonista femenina. El 11 de noviembre, la agencia de Shin Hyun-soo informó que estaba considerando una propuesta para aparecer en la nueva serie de época. En marzo de 2021 se confirmó el reparto.

### Rodaje
El 23 de noviembre de 2020 se informó de que la filmación se había detenido debido a la pandemia de Covid-19. Un funcionario de la producción del programa declaró: «La filmación se ha detenido debido a la aparición de un caso confirmado. Todo el reparto y el personal están en cuarentena».

### Estreno
La primera serie histórica de MBN, especial del décimo aniversario, se estrenó el 1 de mayo de 2021 y se transmitió simultáneamente en Wavve.

## Banda sonora original
| Parte | Fecha de publicación | Título                                                                  | Letra                           | Música                          | Artista                   | Duración |
| ----- | -------------------- | ----------------------------------------------------------------------- | ------------------------------- | ------------------------------- | ------------------------- | -------- |
| 1     | 1 de mayo de 2021    | 타이틀 단 하루만 («Solo un día»)                                        | Kang Hee-chan, Jung Jae-woo     | Kang Hee-chan, Jung Jae-woo     | Lee Sojung (Ladies Code)  | 4:37     |
| 2     | 3 de mayo de 2021    | 연가 («Canción de amor»)                                                | Kang Hee-chan, Jung Jae-woo     | Kang Hee-chan, Jung Jae-woo     | Jung-in                   | 4:20     |
| 3     | 8 de mayo de 2021    | «Song Of Destiny»                                                       | Kang Hee-chan                   | Kang Hee-chan                   | HANYE                     | 5:28     |
| 4     | 10 de mayo de 2021   | 모난 돌멩이 («Piedra angular»)                                          | Kang Hee-chan, Jung Jae-woo     | Kang Hee-chan, Jung Jae-woo     | Jeong Hong-il             | 4:03     |
| 5     | 15 de mayo de 2021   | 오솔길 따라 («A lo largo del camino»)                                   | Kang Hee-chan                   | Kang Hee-chan                   | Yeong Eun                 | 4:19     |
| 6     | 17 de mayo de 2021   | 바우가 («Bowga»)                                                        | Kang Hee-chan, Jung Jae-woo     | Kang Hee-chan, Jung Jae-woo     | Aeri Hwang                | 4:13     |
| 7     | 22 de mayo de 2021   | 옷깃 («Collar»)                                                         | Jongsoo Lee, Whale Coffee House | Jongsoo Lee, Whale Coffee House | Sunny (Girls' Generation) | 4:08     |
| 8     | 24 de mayo de 2021   | 긴긴밤 («Larga, larga noche»)                                           | Kang Hee-chan                   | Kang Hee-chan                   | Mine                      | 4:24     |
| 9     | 29 de mayo de 2021   | 가히 아름답다 (with 유태평양) [«Es realmente hermoso» (con Yu Pacific)] | Jung Min-ok                     | Lee Jong-soo                    | Goonia                    | 3:55     |
| 10    | 31 de mayo de 2021   | 별이 진다 («Las estrellas caen»)                                        | Kang Hee-chan, Jung Jae-woo     | Kang Hee-chan, Jung Jae-woo     | Susan                     | 4:41     |
| 11    | 5 de junio de 2021   | 위로 (String Ver.) [«Consuelo» (Versión de cuerda)]                     | Lee Jong-soo, Whale Cafe        | Lee Jong-soo, Whale Cafe        | Yuju (GFriend)            | 3:48     |
| 11    | 5 de junio de 2021   | 위로 («Consuelo»)                                                       | Lee Jong-soo, Whale Cafe        | Lee Jong-soo, Whale Cafe        | Yuju (GFriend)            | 3:48     |
| 12    | 7 de junio de 2021   | 꽃다비 («Ramo de flores»)                                               | Kang Hee-chan                   | Kang Hee-chan                   | Sage                      | 3:51     |
| 12    | 7 de junio de 2021   | 꽃다비 (LP Ver.) [«Ramo de flores» (versión LP)]                        | Kang Hee-chan                   | Kang Hee-chan                   | Sage                      | 3:51     |
| 13    | 12 de junio de 2021  | 거친 세월아 («Los tiempos difíciles»)                                   | Lee Jong- soo, Landscape        | Lee Jong- soo, Landscape        | Park Joo-han              | 4:21     |
| 14    | 14 de junio de 2021  | 그대 내게 말해요 («Dímelo a mí»)                                        | Horseback Brother               | Horseback Brother               | Gloria Sim                | 3:28     |
| 15    | 19 de junio de 2021  | «Black» (with 비비드슬로우)                                             | Kang Hee-chan, Jung Jae-woo     | Kang Hee-chan, Jung Jae-woo     | H3ATHR SUN                | 4:54     |
| 16    | 21/6/2021            | 봄바람 봄(«Primavera, brisa de primavera»)                              | Lee Jong-soo, Landscape         | Lee Jong-soo, Landscape         | Song Yu-jin               | 3:05     |
| 17    | 26 de junio de 2021  | «Flower»                                                                | Kang Hee-chan                   | Kang Hee-chan, Jung Jae-woo     | Fla4free                  | 3:54     |
| 18    | 28 de junio de 2021  | «Song of Dawn»                                                          | Kang Hee-chan                   | Kang Hee-chan, Jung Jae-woo     | Grace Kim                 | 6:09     |
| 19    | 3 de julio de 2021   | 널 기다리니까 («Esperando por ti»)                                      | Lee Jong-soo, Landscape         | Lee Jong-soo, Landscape         | Hanarumi                  | 3:37     |
| 20    | 5 de julio de 2021   | 지켜줄게요 («Yo te protegeré»)                                          | Talking Brother                 | Lee Jong-soo, Yang Seong-woo    | Nam Seungmin              | 4:01     |

## Recepción

### Resultado comercial
En su primer episodio, Bossam: Steal the Fate estableció un nuevo récord de audiencia para el estreno de un drama de MBN.
Según Nielsen Korea, el episodio 11, emitido el 5 de junio de 2021, registró una audiencia promedio nacional del 8 % con 1,61 millones de espectadores, rompiendo así sus índices de audiencia más altos.
Según Nielsen Korea, el vigésimo episodio de Bossam: Steal the Fate, emitido el 4 de julio, obtuvo una calificación promedio a nivel nacional del 9,8  % con un pico del 11,2  %, y estableció un nuevo récord de audiencia jamás alcanzada por cualquier serie en la historia de MBN.

### Audiencia
| Temporada | Temporada | Episodio número | Episodio número | Episodio número | Episodio número | Episodio número | Episodio número | Episodio número | Episodio número | Episodio número | Episodio número | Episodio número | Episodio número | Episodio número | Episodio número | Episodio número | Episodio número | Episodio número | Episodio número | Episodio número | Episodio número | Promedio |
| Temporada | Temporada | 1               | 2               | 3               | 4               | 5               | 6               | 7               | 8               | 9               | 10              | 11              | 12              | 13              | 14              | 15              | 16              | 17              | 18              | 19              | 20              | Promedio |
| --------- | --------- | --------------- | --------------- | --------------- | --------------- | --------------- | --------------- | --------------- | --------------- | --------------- | --------------- | --------------- | --------------- | --------------- | --------------- | --------------- | --------------- | --------------- | --------------- | --------------- | --------------- | -------- |
|           | 1         | 0.609           | 0.583           | 0.933           | 1.138           | 1.231           | 1.295           | 1.143           | 1.549           | 1.304           | 1.344           | 1.618           | 1.562           | 1.752           | 1.643           | 1.748           | 1.693           | 1.887           | 1.580           | 1.864           | 1.940           | 1.4013   |

| Episodio | Parte    | Fecha de emisión    | Índices de audiencia | Índices de audiencia |
| Episodio | Parte    | Fecha de emisión    | Nielsen Korea        | Nielsen Korea        |
| Episodio | Parte    | Fecha de emisión    | Nacional             | Seúl                 |
| --- | -------- | ------------------- | -------------------- | -------------------- |
| 1 | 1        | 1 de mayo de 2021   | 2,498 % (NR)         | —                    |
| 1 | 2        | 1 de mayo de 2021   | 3,132 % (7.ª)        | 2,83 % (6.ª)         |
| 2 | 1        | 2 de mayo de 2021   | 2,02 % (NR)          | —                    |
| 2 | 2        | 2 de mayo de 2021   | 2,96 % (6.ª)         | 2,362 % (8.ª)        |
| 3 | 1        | 8 de mayo de 2021   | 2,804 % (10.ª)       | 2,967 % (7.ª)        |
| 3 | 2        | 8 de mayo de 2021   | 4,648 % (1.ª)        | 4,239 % (2.ª)        |
| 4 | 1        | 9 de mayo de 2021   | 3,809 % (4.ª)        | 3,193 % (5.ª)        |
| 4 | 2        | 9 de mayo de 2021   | 5,511 % (1.ª)        | 4,645 % (2.ª)        |
| 5 | 1        | 15 de mayo de 2021  | 4,146 % (6.ª)        | 3,862 % (6.ª)        |
| 5 | 2        | 15 de mayo de 2021  | 6,301 % (1.ª)        | 5,974 % (1.ª)        |
| 6 | 1        | 16 de mayo de 2021  | 4,487 % (3.ª)        | 4,84 % (3.ª)         |
| 6 | 2        | 16 de mayo de 2021  | 6,473 % (2.ª)        | 6,744 % (2.ª)        |
| 7 | 1        | 22 de mayo de 2021  | 4,207 % (3.ª)        | 3,773 % (5.ª)        |
| 7 | 2        | 22 de mayo de 2021  | 5,756 % (1.ª)        | 5,191 % (1.ª)        |
| 8 | 1        | 23 de mayo de 2021  | 5,113 % (2.ª)        | 4,832 % (3.ª)        |
| 8 | 2        | 23 de mayo de 2021  | 7,667 % (1.ª)        | 6,938 % (1.ª)        |
| 9 | 1        | 29 de mayo de 2021  | 5,466 % (2.ª)        | 4,638 % (3.ª)        |
| 9 | 2        | 29 de mayo de 2021  | 6,875 % (1.ª)        | 5,694 % (1.ª)        |
| 10 | 1        | 30 de mayo de 2021  | 5,271 % (3.ª)        | 4,151 % (3.ª)        |
| 10 | 2        | 30 de mayo de 2021  | 6,94 % (1.ª)         | 5,544 % (2.ª)        |
| 11 | 1        | 5 de junio de 2021  | 5,547 % (3.ª)        | 4,962 % (4.ª)        |
| 11 | 2        | 5 de junio de 2021  | 7,957 % (2.ª)        | 7,1 % (2.ª)          |
| 12 | 1        | 6 de junio de 2021  | 5,327 % (2.ª)        | 4,309 % (3.ª)        |
| 12 | 2        | 6 de junio de 2021  | 7,073 % (1.ª)        | 5,536 % (1.ª)        |
| 13 | 1        | 12 de junio de 2021 | 5,979 % (2.ª)        | 4,952 % (4.ª)        |
| 13 | 2        | 12 de junio de 2021 | 8,658 % (1.ª)        | 7,447 % (1.ª)        |
| 14 | 1        | 13 de junio de 2021 | 5,584 % (2.ª)        | 5,09 % (3.ª)         |
| 14 | 2        | 13 de junio de 2021 | 8,027 % (1.ª)        | 7,177 % (1.ª)        |
| 15 | 1        | 19 de junio de 2021 | 6,197 % (2.ª)        | 5,329 % (3.ª)        |
| 15 | 2        | 19 de junio de 2021 | 8,842 % (1.ª)        | 8,123 % (1.ª)        |
| 16 | 1        | 20 de junio de 2021 | 6,026 % (3.ª)        | 5,193 % (4.ª)        |
| 16 | 2        | 20 de junio de 2021 | 8,440 % (1.ª)        | 7,775 % (1.ª)        |
| 17 | 1        | 26 de junio de 2021 | 6,323 % (3.ª)        | 5,602 % (3.ª)        |
| 17 | 2        | 26 de junio de 2021 | 8,959 % (1.ª)        | 8,174 % (1.ª)        |
| 18 | 1        | 27 de junio de 2021 | 5,688 % (4.ª)        | 5,028 % (5.ª)        |
| 18 | 2        | 27 de junio de 2021 | 7,697 % (1.ª)        | 7,108 % (1.ª)        |
| 19 | 1        | 3 de julio de 2021  | 7,007 % (4.ª)        | 6,373 % (4.ª)        |
| 19 | 2        | 3 de julio de 2021  | 9,363 % (1.ª)        | 8,701 % (1.ª)        |
| 20 | 1        | 4 de julio de 2021  | 7,143 % (4.ª)        | 6,655 % (4.ª)        |
| 20 | 2        | 4 de julio de 2021  | 9,759 % (1.ª)        | 9,017 % (2.ª)        |
| Promedio | Promedio | Promedio            | 6,042 %              | —                    |
| - En la tabla superior, aparecen en azul los índices más bajos, y en rojo los más altos. - Esta serie se emitió en un canal de cable o televisión de pago, que normalmente tiene una audiencia menor en comparación con las emisoras públicas o de televisión en abierto (KBS, SBS, MBC y EBS). |          |                     |                      |                      |

## Premios y nominaciones
| Año  | Premios                         | Categoría                   | Nominado / Trabajo         | Resultado | Ref.   |
| ---- | ------------------------------- | --------------------------- | -------------------------- | --------- | ------ |
| 2021 | Premios Asia Artist             | Premio a la mejor actuación | Kwon Yuri                  | Ganadora  | [ 44 ] |
| 2022 | Premios APAN Star               | Premio a la mejor pareja    | Jung Il-woo con Kwon Yu-ri | Nominados | [ 45 ] |
| 2022 | Premio estrella popular, actor  | Premio a la mejor pareja    | Jung Il Woo                | Nominado  | [ 45 ] |
| 2022 | Premio estrella popular, actriz | Premio a la mejor pareja    | Kwon Yuri                  | Nominada  | [ 45 ] |